# Маліков Дмитро Юрійович
Дмитро́ Ю́рійович Ма́ліков (29 січня 1970 , Москва ) — російський естрадний співак, відомий у 80-х та 90-х роках. Композитор, піаніст, співак, актор і продюсер, Заслужений артист Росії (1999), Народний артист Росії (2010).

## Біографія
Народився 29 січня 1970 року в Москві.

### Батьки
- Батько — Юрій Федорович Маліков — музикант, композитор, засновник і керівник ВІА «Самоцвіти».
- Мати — Людмила Михайлівна Вьюнкова, у минулому танцівниця, соліст Московського мюзік-холу. З 1984 року по початок 1990-х була солісткою Самоцвітів[3], зараз — директор концертного колективу Д. Ю. Малікова.

## Дискографія
1. 1993 — З тобою
2. 1993 — З тобою (LP)
3. 1994 — До завтра
4. 1995 — Іди до мене
5. 1996 — 100 ночей
6. 1997 — Страх польоту (перевидано 2004)
7. 1998 — Зірка моя далека
8. 1999 — Зоряна серія
9. 2000 — Зіркова колекція
10. 2000 — Бисер
11. 2001 — Игра
12. 2002 — Love Story
13. 2003 — The Best
14. 2004 — Найкращі пісні
15. 2007 — Найкращі пісні (Нова колекція)
16. 2007 — Pianomaniя
17. 2008 — Золото
18. 2008 — З чистого аркуша
19. 2008 — І все-таки я люблю... (саундтрек до фільму)
20. 2009 — Моя, моя
21. 2010 — Pianomaniя Best
22. 2011 — Pianomaniя Classic
23. 2012 — Panacea
24. 2013 — 25+

## Фільмографія
- 1992 — Побачити Париж і померти — Юра Горіхів
- 1996 — Старі пісні про головне 2 — вчитель фізики
- 1997 — Старі пісні про головне 3 — Аркадій із «Початку»/співак на дискотеці
- 2001 — Старі пісні про головне. Постскриптум
- 2005/2006 — Моя прекрасна нянька (103 серія «Любов і супчик», 133 серія «Довгоочікуване весілля!») — камео
- 2006 — Здрастуйте, я ваша папа!
- 2008 — І все-таки я люблю... (композитор фільму)